# Svartnäbbad turako
Svartnäbbad turako (Tauraco schalowi) är en fågel i familjen turakor inom ordningen turakofåglar.

## Utbredning och systematik
Svartnäbbad turako delas upp i två distinkta underarter:
- T. s. emini – förekommer från Sydsudan till östra Demokratiska republiken Kongo, Uganda, Burundi, västra Kenya och norra Tanzania
- T. s. schuettii – förekommer från Demokratiska republiken Kongo österut till Ituribäckenet och söderut till norra Angola

## Status
IUCN kategoriserar arten som livskraftig.

## Namn
Fågelns vetenskapliga artnamn hedrar Otto Schütt (1843-1888), tysk järnvägsingenjör i Angola 1877-1879.